# استبان ۱۶۶۴۱
سیارک ۱۶۶۴۱ (به انگلیسی: 16641 Esteban، نامگذاری:1993QH10) شانزده هزار و ششصد و چهل و یکمین سیارک کشف شده‌است که در ۱۶ اوت ۱۹۹۳ کشف شد.
قدر مطلق سیارک برابر ۳۳.۸ است.